# 1242: Брама на захід
«1242: Брама на захід» (англ. 1242 — Gateway to the West) — майбутній історичний фільм 2024 року спільного виробництва Великої Британії, Монголії та Угорщини, робота над яким почалася у 2022 році.

## Сюжет
Дія фільму відбувається у XIII столітті. Армія монголів під командуванням Батия вторгається у східну Європу, але вона не очікує, що угорська фортеця і його священник Євсевій зупинять її.

## Акторський склад
- Рей Стівенсон — Цезар
- Майкл Айронсайд — оповідач / Мігай
- Ерік Робертс — капітан Акос
- Девід Шофілд — Сикардій
- Ніл Стьюк — командувач Сімон
- Женев'єва Шеннур — Уулан
- Деніса Яглова — Семіра
- Тем Вільямс — Баско
- Джеремі Неймарк Джонс — Євсевій
- Томас Рафт — командувач варти Сімона
- Барслкхаґва Батболд — Хасі
- Фарід Еловарді — Чікаш

## Виробництво
Робота над фільмом розпочалася у 2022 році. Її режисер — угорець Петер Шоош. Сценарій написали Арон Горват та Джоан Лейн, продюсерами стали Білл Чемберлен та Корнел Сіпос. Постпродукцією займатимуться британські студії LipSync, Pinewood Studios та Abbey Road Studios. Знімання розпочались у жовтні 2022 року, проходитимуть вони в Угорщині та Монголії.